# Lampetis rugosa
Lampetis rugosa es una especie de escarabajo del género Lampetis, familia Buprestidae. Fue descrita científicamente por Palisot de Beauvois en 1807.